# خوزه آنتونیو ریس
خوزه آنتونیو رِیِس کالدرون (اسپانیایی: José Antonio Reyes Calderón‎؛ زادهٔ ۱ سپتامبر ۱۹۸۳ – درگذشتهٔ ۱ ژوئن ۲۰۱۹) بازیکن فوتبال اهل اسپانیا بود که به عنوان وینگر بازی می‌کرد.
او نخستین بازی حرفه‌ایش را در ۱۶ سالگی برای سویا انجام داد، سپس در ژانویه ۲۰۰۴ به آرسنال انگلستان پیوست. دو سال بعد به اسپانیا بازگشت و برای دو باشگاه مادریدی، رئال و اتلتیکو بازی کرد. او دورهٔ کوتاهی را در پرتغال با بنفیکا گذراند و پس از آن دوباره به سویا بازگشت و با این تیم سه بار قهرمان لیگ اروپا شد تا در مجموع با پنج عنوان قهرمانی در این رقابت رکورد دار شود.
او ۲۱ بار برای تیم ملی فوتبال اسپانیا به میدان رفت و با این تیم در جام جهانی ۲۰۰۶ نیز حضور داشت.

## مرگ
ریس در ۱ ژوئن ۲۰۱۹، هنگام سفر از اوتررا به سویل همراه با پسرعمویش جوناتان ریس، در یک تصادف رانندگی در سن ۳۵ سالگی کشته شد. خوان مانوئل کالدرون نیز دیگر سرنشین خودروی ریس بود که پس از تصادف با شرایط وخیمی به بیمارستان منتقل شد. پلیس سرعت خودروی وی را ۲۳۷ کیلومتر بر ساعت تخمین زد. بسیاری از بازیکنان فوتبال و باشگاه‌های پیشینش با خانوادهٔ او ابراز همدردی کردند، همچنین فینال لیگ قهرمانان اروپا ۲۰۱۹ در همان روز به احترام او با یک دقیقه سکوت آغاز شد. مراسم خاکسپاری او در ۳ ژوئن در زادگاهش اوتررا در سبیا برگزار شد. اکسترمادورا آخرین باشگاه ریس، شمارهٔ او را بایگانی کرد.

## افتخارات
سویا
- سگوندا دیویسیون: ۰۱–۲۰۰۰
- لیگ اروپا: ۱۴–۲۰۱۳، ۱۵–۲۰۱۴، ۱۶–۲۰۱۵[۱]
- نایب قهرمان کوپا دل ری: ۱۶–۲۰۱۵
- نایب قهرمان سوپرجام اروپا: ۲۰۱۴، ۲۰۱۵

آرسنال
- لیگ برتر فوتبال انگلستان: ۰۴–۲۰۰۳[۱۱]
- جام حذفی فوتبال انگلستان: ۰۵–۲۰۰۴
- جام خیریه انگلستان: ۲۰۰۴
- نایب قهرمان لیگ قهرمانان اروپا: ۰۶–۲۰۰۵

رئال مادرید
- لا لیگا: ۰۷–۲۰۰۶

اتلتیکو مادرید
- لیگ اروپا: ۱۰–۲۰۰۹، ۱۲–۲۰۱۱[۱]
- سوپرجام اروپا: ۲۰۱۰
- نایب قهرمان کوپا دل ری: ۱۰–۲۰۰۹